# تي آر إس 80
تي آر إس 80 (بالإنجليزية: TRS-80)‏ هو حاسوب دقيق مكتبي صدر في سنة 1977 وهو من صنع شركة تاندي كوربوريشن. بحلول سنة 1979 كان لدى تي آر إس 80 أكبر تشكيلة من البرمجيات في سوق الحواسيب الدقيقة. حتى سنة 1982 كان تي آر إس 80 الحاسوب الأكثر مبيعا متغلبا على سلسلة أبل 2.